# Corratec/Saison 2024
Dieser Artikel beschreibt die Mannschaft und die Siege des Radsportteams Corratec in der Saison 2024.

## Mannschaft
| Teamkader 2024                       | Teamkader 2024    | Teamkader 2024         | Teamkader 2024                                 |
| Name                                 | Geburtsdatum      | Land                   | Vorheriges Team                                |
| ------------------------------------ | ----------------- | ---------------------- | ---------------------------------------------- |
| Matteo Amella                        | 26. Oktober 2001  | Italien                | SC Valle Seriana-Cene ASD (2021)               |
| Davide Baldaccini                    | 22. Mai 1998      | Italien                | Petroli Firenze-Hopplà-Don Camillo (2021)      |
| Niccolò Bonifazio                    | 29. Oktober 1993  | Italien                | Intermarché-Circus-Wanty (2023)                |
| Valerio Conti                        | 30. März 1993     | Italien                | Astana Qazaqstan Team (2022)                   |
| Valentin Darbellay                   | 19. November 1997 | Schweiz                | Team Corratec-Selle Italia (2023)              |
| Antoine Debons                       | 17. Februar 1998  | Schweiz                | Philippe Wagner Cycling (2023)                 |
| Alessandro Iacchi                    | 26. Mai 1999      | Italien                | Team Qhubeka (2022)                            |
| Jakub Mareczko                       | 30. April 1994    | Italien                | Alpecin-Deceuninck (2023)                      |
| Giulio Masotto                       | 14. Mai 1999      | Italien                | Zalf Euromobil Fior (2021)                     |
| Alessandro Monaco                    | 4. Februar 1998   | Italien                | Team Technipes #inEmiliaRomagna (2023)         |
| Marco Murgano                        | 29. März 1998     | Italien                | Casillo-Petroli Firenze-Hopplà (2020)          |
| Simone Olivero                       | 29. April 2001    | Italien                | Vigor Cycling Team (2021)                      |
| Mark Padun                           | 6. Juli 1996      | Ukraine                | EF Education-EasyPost (2023)                   |
| Andrij Ponomar                       | 5. September 2002 | Ukraine                | Arkéa-Samsic (2023)                            |
| Lorenzo Quartucci                    | 5. April 1999     | Italien                | Petroli Firenze-Hopplà (2022)                  |
| Kristian Sbaragli                    | 8. Mai 1990       | Italien                | Alpecin-Deceuninck (2023)                      |
| Mark Stewart                         | 25. August 1995   | Vereinigtes Königreich | Bolton Equities Black Spoke Pro Cycling (2023) |
| Jan Stöckli                          | 8. Januar 1999    | Schweiz                | Team KIBAG-OBOR-CKT (2021)                     |
| Kyrylo Tsarenko                      | 13. Oktober 2000  | Ukraine                | Gallina-Ecotek-Lucchini (2022)                 |
| Etienne van Empel                    | 14. April 1994    | Niederlande            | China Glory Continental Cycling Team (2022)    |
| Attilio Viviani                      | 18. Oktober 1996  | Italien                | Bingoal Pauwels Sauces WB (2022)               |
| Samuele Zambelli                     | 2. April 1998     | Italien                | Work Service-Vitalcare-Dynatek (2022)          |
| Roberto González (31. Mär.–31. Dez.) | 21. Mai 1994      | Panama                 | MG.K Vis Colors For Peace (2023)               |
| Alexandre Balmer (14. Mai–31. Dez.)  | 4. Mai 2000       | Schweiz                | Team Jayco AlUla (2023)                        |
|                                      |                   |                        |                                                |
| Quelle: ProCyclingStats              |                   |                        |                                                |

## Siege
| Siege    | Siege                             | Siege        | Siege  | Siege           | Siege |
| Datum    | Rennen                            | Staat        | Klasse | Sieger          |       |
| -------- | --------------------------------- | ------------ | ------ | --------------- | ----- |
| 5. Mai   | Circuito del Porto                | Italien      | 1.2    | Jakub Mareczko  |       |
| 15. Mai  | Griechenland-Rundfahrt, 1. Etappe | Griechenland | 2.1    | Jakub Mareczko  |       |
| 25. Mai  | Gran Premio Santa Rita            | Italien      | 1.2    | Kyrylo Tsarenko |       |
| 4. Aug.  | Cupa Max Ausnit                   | Rumänien     | 1.2    | Kyrylo Tsarenko |       |
| 27. Aug. | Tour of Hainan, 1. Etappe         | China        | 2.1    | Jakub Mareczko  |       |

## UCI-Weltranglisten-Platzierungen
| UCI-Ranking | UCI-Ranking        | UCI-Ranking | UCI-Ranking |
| Fahrer      | Fahrer             | Land        | Punkte      |
| ----------- | ------------------ | ----------- | ----------- |
| 379.        | Kristian Sbaragli  | Italien     | 230 P.      |
| 440.        | Jakub Mareczko     | Italien     | 195 P.      |
| 519.        | Valerio Conti      | Italien     | 154 P.      |
| 732.        | Lorenzo Quartucci  | Italien     | 90 P.       |
| 1015.       | Andrij Ponomar     | Ukraine     | 56 P.       |
| 1023.       | Davide Baldaccini  | Italien     | 55 P.       |
| 1159.       | Alexandre Balmer   | Schweiz     | 47 P.       |
| 1216.       | Attilio Viviani    | Italien     | 43 P.       |
| 1248.       | Valentin Darbellay | Schweiz     | 40 P.       |
| 1292.       | Carlos Samudio     | Panama      | 38 P.       |
| 1332.       | Alessandro Monaco  | Italien     | 35 P.       |
| 1514.       | Etienne van Empel  | Niederlande | 29 P.       |
| 2066.       | Roberto González   | Panama      | 14 P.       |
| 2180.       | Samuele Zambelli   | Italien     | 10 P.       |
| 2479.       | Jan Stöckli        | Schweiz     | 6 P.        |
| 2744.       | Niccolò Bonifazio  | Italien     | 3 P.        |
| 2765.       | Alessandro Iacchi  | Italien     | 3 P.        |
| 2771.       | Antoine Debons     | Schweiz     | 3 P.        |